# Aeroportul Internațional Simferopol
Aeroportul Internațional Simferopol (în ucraineană Міжнародний аеропорт Сімферополь імені Султана Амет-Хана) (IATA: SIP, ICAO: UKFF) este un aeroport din Republica Autonomă Crimeea, Ucraina ce deservește zona Simferopol. Aeroportul a fost tranzitat în 2021 de 6.830.000 de pasageri. A fost deschis în 1936 și numit după Amet-khan Sultan⁠(d).
Situat la o altitudine de 195 m, aeroportul dispune de 1 pistă.

## Infrastructură

### Piste
Aeroportul dispune de o singură pistă. Pista 01L/19R are suprafața de beton și dimensiunile 3.701 m × 60 m. 